# Wapen van Schijndel

Wapen van de gemeente Schijndel

Het wapen van Schijndel  werd op 14 april 1958 bij Koninklijk Besluit aan de Noord-Brabantse gemeente Schijndel toegekend. Het verving het in 1819 toegekende wapen. Op 1 januari 2017 ging de gemeente op in de nieuw opgerichte gemeente Meierijstad, waarmee het wapen kwam te vervallen.

## Geschiedenis
Het eerste wapen stelt Sint Servaas voor, de kerkpatroon van Schijndel. Deze kwam al voor op het schependomzegel van Schijndel. Ouder is echter de eik, die al in de veertiende eeuw op het zegel is afgebeeld. In 1950 verzocht de gemeente het wapen te wijzigen. Men wilde de eik en het wapen van de familie Duivenvoorde, verwant aan het huis Wassenaer in het wapen opgenomen hebben. De Hoge Raad van Adel keurde het oorspronkelijke ontwerp af, omdat de heilige in een hartschild was opgenomen, wat te klein was voor de herkenbaarheid. De HRvA stelde een gedeeld wapen voor, waarmee de gemeenteraad akkoord ging.
De wassenaars uit het wapen keren in 2017 terug als element op het wapen van Meierijstad.

## Beschrijving

Wapen uit 1819

### Eerste wapen (1819)
De beschrijving van het wapen van Schijndel dat op 28 september 1819 is toegekend, luidt:
In azuur het beeld van de H.Servatius, houdende in de rechterhand een kromstaf, in de linker een rozenkrans, de Heilige staande op een losse grond, alles van goud.
N.B.:
- De heraldische kleuren zijn azuur (blauw) en goud (geel). Dit zijn de rijkskleuren.
- Volgens de iconografie had de heilige in plaats van een rozenkrans een sleutel behoren te dragen. In het tweede wapen is dit gecorrigeerd. Er zijn diverse afbeeldingen van het oude wapen van Schijndel te vinden waarop St. Servatius een sleutel vasthoudt; de afbeelding in het register van de HRvA toont echter een rozenkrans, zoals de beschrijving aangeeft.[3]

### Tweede wapen (1958)
De beschrijving van het wapen van Schijndel dat op 14 april 1958 is toegekend, luidt:
Gedeeld: I doorsneden : a in goud 3 wassenaars van sabel, geplaatst 2 en 1, b in zilver een jonge eikenboom van sinopel, II in azuur het beeld van de H.Servatius, houdend in de rechterhand de kromstaf, in de linkerhand een sleutel, alles van goud. Het schild gedekt door een gouden kroon van 3 bladeren en 2 parels.
N.B.:
- De heraldische kleuren zijn goud (geel), sabel (zwart), zilver (wit), sinopel (groen) en azuur (blauw).

Aalburg
· Aalst
· Aarle-Rixtel
· Alem 
· Alem, Maren en Kessel
· Almkerk
· Alphen en Riel
· Andel
· Baardwijk
· Bakel en Milheeze
· Beek en Donk
· Beers
· Berghem
· Berkel-Enschot
· Berlicum
· Besoyen
· Beugen en Rijkevoort
· Bladel en Netersel
· Bokhoven
· Borkel en Schaft
· Boxmeer
· Budel
· Capelle
· Chaam
· Cromvoirt
· Cuijk
· Cuijk en Sint Agatha
· De Werken en Sleeuwijk
· Den Dungen
· Deurne en Liessel
· Dieden, Demen en Langel
· Diessen
· Dinteloord (en Prinsenland)
· Dinther
· Dommelen
· Drongelen, Haagoort, Gansoijen en Doeveren
· Drunen
· Duizel en Steensel
· Dussen
· Eersel
· Eethen
· Emmikhoven en Waardhuizen
· Empel en Meerwijk
· Engelen
· Erp
· Esch
· Escharen
· Fijnaart en Heijningen
· Gassel
· Geffen
· Geldrop
· Gemert
· Genderen
· Gestel en Blaarthem
· Giessen
· Ginneken en Bavel
· Grave
· 's Gravenmoer
· Haaren 
· Halsteren
· Haps
· Haren en Macharen
· Hedikhuizen
· Heesch
· Heeswijk
· Heeswijk-Dinther
· Heeze
· Helvoirt
· Herpt
· Hoeven
· Hooge en Lage Mierde
· Hooge en Lage Zwaluwe
· Hoogeloon, Hapert en Casteren
· Huijbergen
· Kessel
· Klundert
· Landerd
· Leende
· Liempde
· Lierop
· Lieshout
· Linden
· Lith
· Luyksgestel
· Maarheeze
· Maasdonk
· Maashees en Overloon
· Made en Drimmelen
· Maren
· Meeuwen
· Megen, Haren en Macharen
· Mierlo
· Mill en Sint Hubert
· Moergestel
· Nederwetten en Eckart
· Nieuw-Ginneken
· Nieuw-Vossemeer
· Nieuwkuijk
· Nistelrode
· Nuenen en Gerwen
· Nuland
· Oeffelt
· Oerle
· Oijen en Teeffelen
· Oost-, West- en Middelbeers
· Oploo, Sint Anthonis en Ledeacker
· Ossendrecht
· Oud en Nieuw Gastel
· Oudenbosch
· Oudheusden
· Princenhage
· Prinsenbeek
· Putte
· Raamsdonk
· Ravenstein
· Reek
· Reusel
· Riethoven
· Rijsbergen
· Rijswijk
· Roosendaal en Nispen
· Rosmalen
· Sambeek
· Schaijk
· Schijndel
· Sint Anthonis
· Sint-Michielsgestel
· Sint-Oedenrode
· Soerendonk, Sterksel en Gastel
· Sprang
· Sprang-Capelle
· Standdaarbuiten
· Stiphout
· Stratum
· Strijp
· Terheijden
· Teteringen
· Tongelre
· Uden
· Udenhout
· Veen
· Veghel
· Veldhoven en Meerveldhoven
· Velp
· Vessem, Wintelre en Knegsel
· Vierlingsbeek
· Vlierden
· Vlijmen
· Vrijhoeve-Capelle
· Wanroij
· Waspik
· Werkendam
· Westerhoven
· Wijk en Aalburg
· Willemstad
· Woensel (en Eckart)
· Woudrichem
· Wouw
· Zeeland
· Zesgehuchten
· Zevenbergen